# Paratamboicus cinctus
Paratamboicus cinctus is een hooiwagen uit de familie Sclerosomatidae.